# Temporada 1966-1967 del Club Joventut Badalona
La temporada 1966-1967 va ser la 28a temporada en actiu del Club Joventut Badalona des que va començar a competir de manera oficial. La Penya va disputar la seva 11a temporada a la màxima categoria del bàsquet espanyol, proclamant-se campió de la competició, millorant força la classificació aconseguida la temporada anterior. Aquesta temporada també va competir a la Recopa d'Europa i va ser tercer de la Copa del Copa del Generalíssim.

## Resultats
Lliga espanyola
La Penya es proclama campiona de la seva primera lliga espanyola. En 20 partits disputats va obtenir un bagatge de 18 victòries i 2 derrotes, amb 1.653 punts a favor i 1.128 en contra (+525). A més, Alfonso Martínez i Nino Buscató van ser els màxims anotadors de la competició, amb 441 i 357 cistelles respectivament.
Recopa
El Joventut va participar aquesta temporada per primera vegada a la Recopa d'Europa, quedant eliminada a la ronda de quarts a mans del Maccabi. A les fases anteriors havia eliminat al SL Benfica i al Flamingo's Haarlem.
Copa del Generalíssim
El Joventut va quedar eliminat en semifinals en aquesta edició de la Copa del Generalíssim, al perdre davant el SD Kas (Vitòria) per 81 a 91. Prèviament va superar dues rondes, eliminant primer el SD Patronato (Bilbao) al guanyar els dos partits (54-75 i 126-31), i al Canoe després, també guanyant els dos partits (40-75 i 96-44). A quarts de final va eliminar el Barça.

## Plantilla
La plantilla del Joventut aquesta temporada va ser la següent:
| Club Joventut Badalona: plantilla 1966-67 |
| Jugadors                                  |
| Joan Fa                                   |
| Josep Lluís                               |
| Francesc Buscató                          |
| Alfonso Martínez Gómez                    |
| Enric Margall                             |
| Narcís Margall                            |
| Guifré Gol                                |
| Amador Rojas                              |
| Ramón Moliné                              |
| Miquel Homs                               |
| Josep Maria Oleart                        |
| Entrenador                                |
| Eduard Kucharski                          |